# 聖ラザロ騎士団 (1910年設立)
聖ラザロ騎士団 (英:Military and Hospitaller Order of Saint Lazarus of Jerusalem）は、メルキト・ギリシャ典礼カトリック教会総主教であったシリル・メハ八世の加護のもと、パリのカトリック教徒らによって1910年に設立された修道会である。
著名な団員としては、スペインのフランシスコ・フランコ、ルーマニア国王カロル2世、アメリカ合衆国大統領ロナルド・レーガン、オットー・フォン・ハプスブルクなどがいる。

## 正統性の主張
1910年に創設されたこの修道会は、歴史上の十字軍騎士団である聖ラザロ騎士団のフランス支部の正統な後継団体であることを主張している。 
聖ラザロ騎士団は14世紀ごろを境にイタリア支部とフランス支部に実質上分裂した。その後、イタリア支部は1572年の教皇大勅書によりサヴォイア王家の保護下に入り、聖マウリツィオ騎士団と合併することで聖マウリツィオ・ラザロ騎士団となり、今日に至っている。一方フランス支部は、教皇庁により聖マリアカルメル山騎士団との合併が発表され、聖マリアカルメル山・ラザロ騎士団としてフランス王家の保護下に入った。
1830年に発生したフランス7月革命によりブルボン朝が崩壊すると、聖マリアカルメル山・ラザロ騎士団はフランス王家の承認を失った。そこで本騎士団は、代わりとしてギリシャ典礼カトリック教会から承認を受けることを模索したが、成功しなかった。
1910年に新たに設立された聖ラザロ騎士団は、この聖マリアカルメル山・ラザロ騎士団の正統な後継であることを主張している。カノン法120条は、法人(juridic person)はその最後の構成員の死去後100年間存続すると定めている。聖マリアカルメル山・ラザロ騎士団最後の騎士マークス・デ・ゴートの死去は1857年であったことから、この条項を基に解釈するならば、1957年までに教皇または王家からの承認を得ることが出来れば聖ラザロ騎士団は正統に再建が可能であると考えられた。1910年に設立された聖ラザロ騎士団は、教皇または王家からの直接的な承認を得ることは出来なかったが、1911年にメルキト・ギリシャ典礼カトリック教会の総主教であったシリル・メハ八世からの承認を得ることに成功した。聖ラザロ騎士団は、「もしシリル・メハ八世総主教により騎士団の承認が教皇の意に反するものであれば、メハ総主教は承認が出来なかったと考えられる」との理論から、この総主教の承認によって、間接的に教皇からの承認を得たものと主張している。 
以降、聖ラザロ騎士団は多くの貴族や聖職者から承認を受けてきたが、教皇庁からの承認は未だ得られていない。また、各国の君主の承認も得られておらず、国際団体International Commission on Orders of Chivalryからの承認も得られていない。
しかし一方で、聖ラザロ騎士団はハンガリー共和国政府より騎士団として正式に認知を受けており、「クロアチア地域における正統な騎士団であることを認める」とされている。また、聖ラザロ騎士団の分派の１つであるオルレアン派は、オルレアン家の王子の1人アンジュー公シャルル＝フィリップ・ドルレアンから承認を得ている。以上の経緯から、1910年に設立された本修道会が単なる"自称(self-styled)"騎士団であるのか、歴史上の聖ラザロ騎士団の正統な後継であるかどうかについては両論が存在し、現在に至るまで論争が続いている。

## 分派
2004年、騎士団内の主導権争いからアンジュー公シャルル＝フィリップ・ドルレアンが聖ラザロ騎士団の「総長」に選出されたと突如宣言したが、その正統性をめぐり、当時の総長であったセビリア公フランシスコ・デ・ボルボン・エスカサニー、現総長アルマザン侯カルロス・ゲレダ・デ・ボルボン、メルキト東方典礼カトリック教会総主教グレゴリオス3世ラハムらと競合状態にあった。ドルレアンの正統性は認められず支持も広がらなかったため、2010年3月、「個人的な理由」から急遽、「聖ラザロ騎士団総長」の辞任を発表した。
現在、聖ラザロ騎士団にはマルターパリ派 (2008年合併)、オルレアン派 (2004年分派)、エルサレム派 (2015年分派)の３つの分派が存在する。

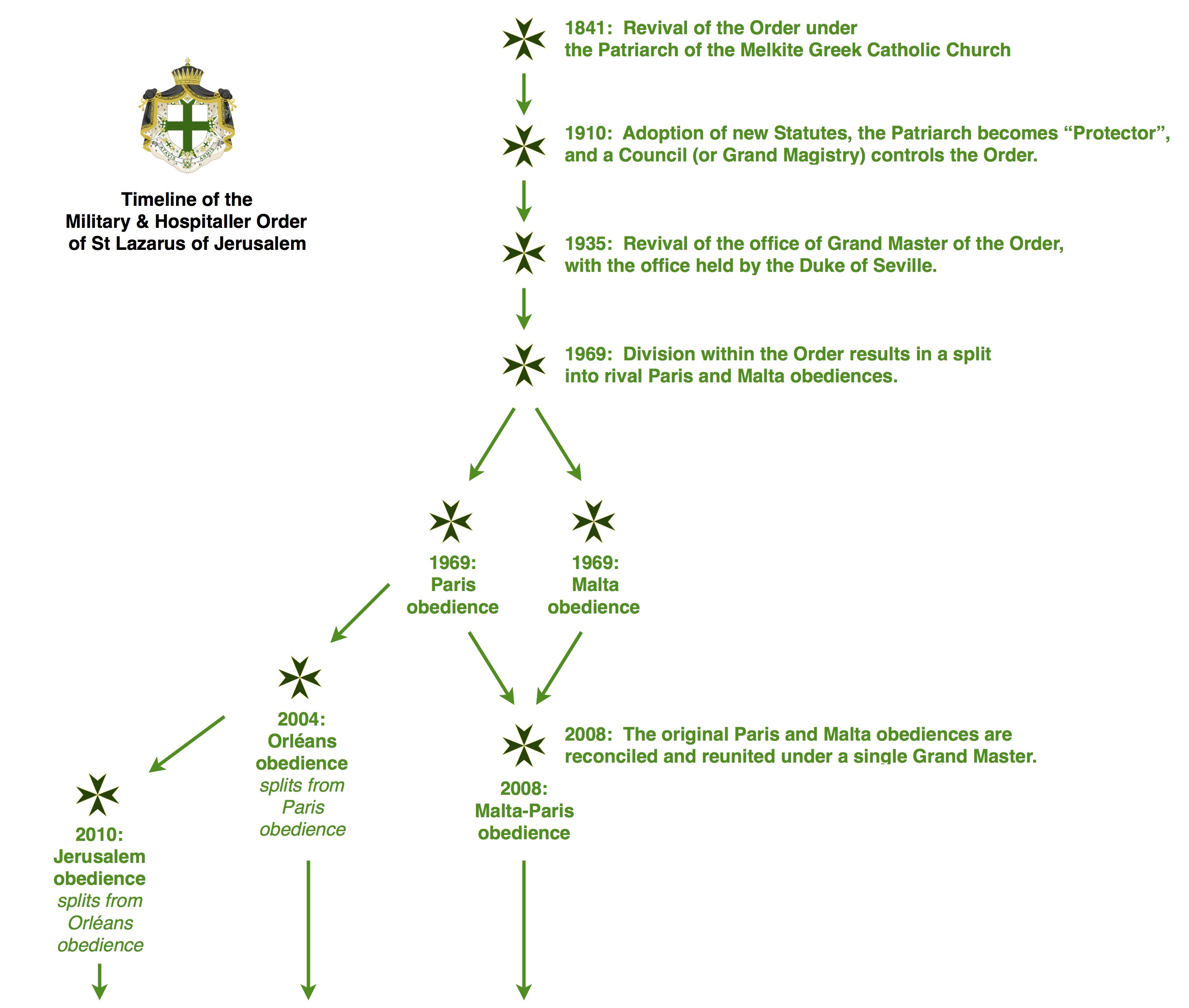
聖ラザロ騎士団の派閥の概要